# 臺中清泉崗機場

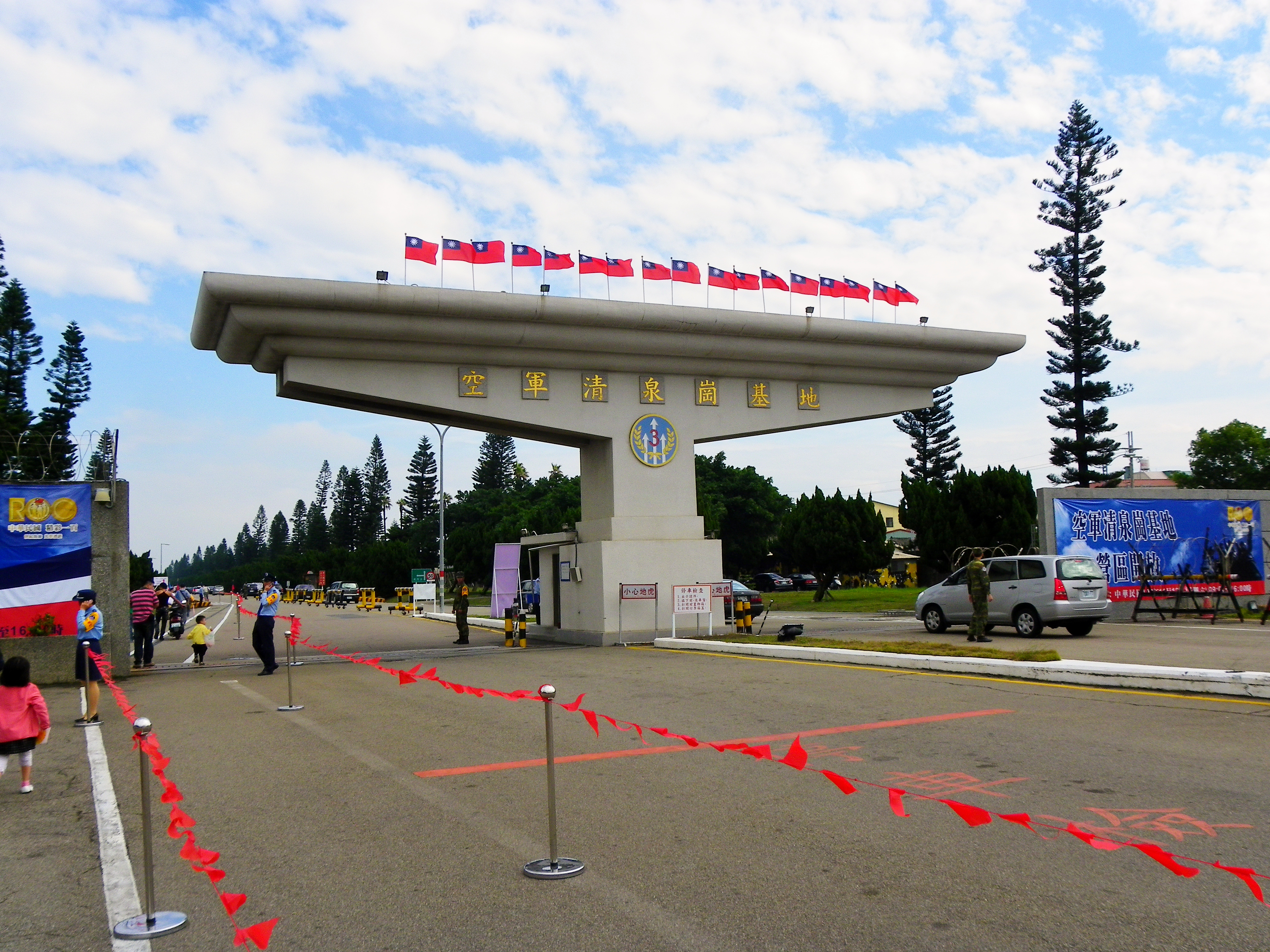
清泉崗空軍基地大門，攝於2011年

臺中清泉崗機場是位於中華民國臺中市的機場，為臺灣中部唯一的聯外機場，場區橫跨臺中市的沙鹿、清水、神岡、大雅等區，占地達18.2平方公里（1,820公頃）。該機場於日治時期開闢，在冷戰時期由美軍協助擴建至今日規模，當時為美軍在遠東地區第二大空軍基地，僅次於克拉克空軍基地。清泉崗曾是中華民國空軍和駐台美軍專用的軍用機場，之後因應臺中水湳機場的關閉而轉型為軍民合用機場。民用區域位於清泉崗機場西南角，但場區仍由軍方管理。
其民用部分稱為臺中航空站，但對外使用名稱為臺中國際機場，由交通部民用航空局管理及營運；軍用部份則有空軍清泉崗基地駐紮有國防部空軍司令部第三戰術戰鬥機聯隊（前第427戰術戰鬥機聯隊）的F-CK-1經國號戰鬥機，以及陸軍陸航清泉崗基地駐紮國防部陸軍司令部陸軍航空特戰指揮部基地在此，此外內政部空中勤務總隊第二大隊基地亦設在此處。另外機場跑道北側土地設有清泉崗高爾夫球場，跑道西側土地則對外租用為經濟作物農地。

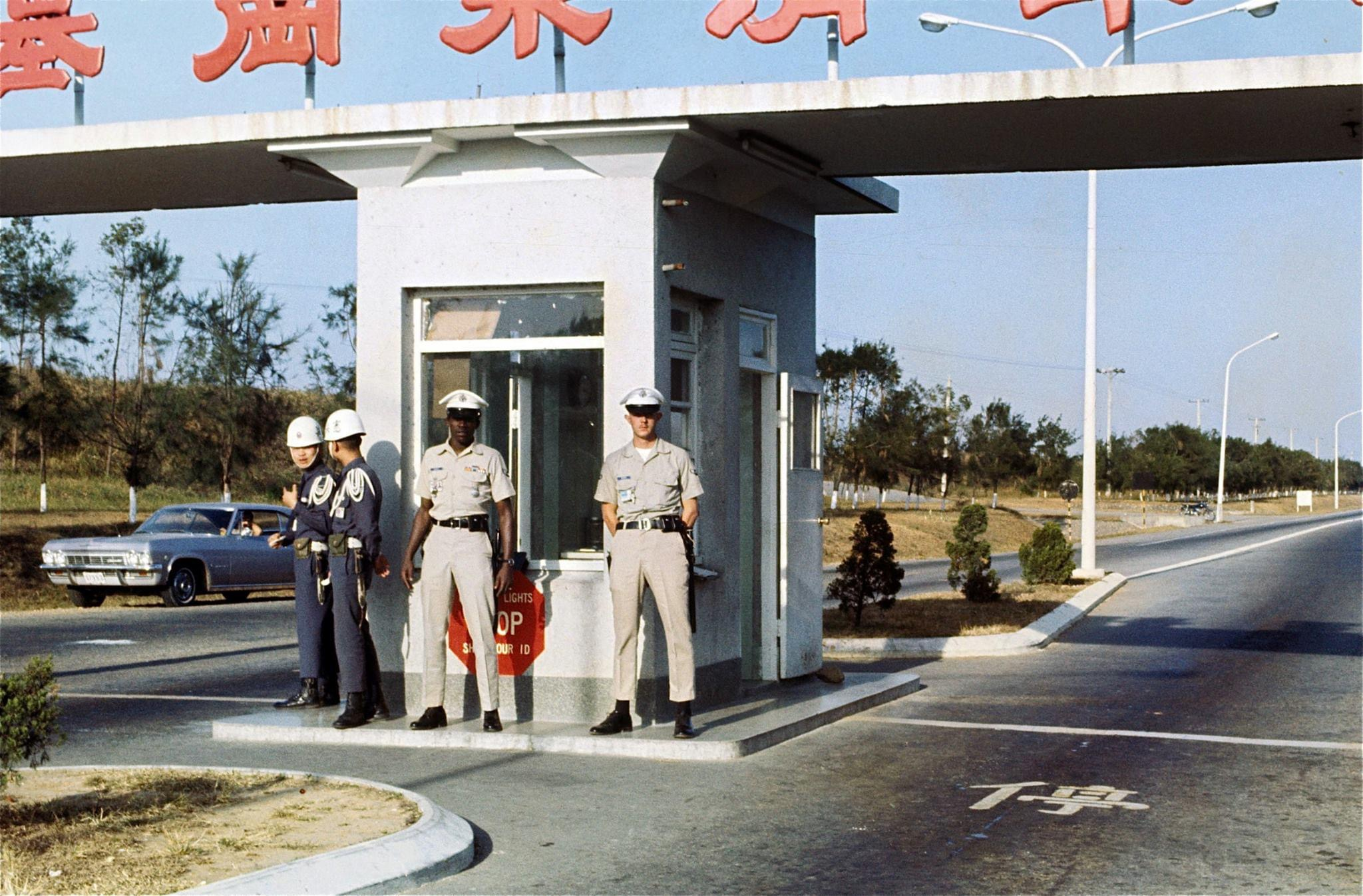
清泉崗空軍基地大門，美國空軍憲兵（右）與國軍空軍憲兵（左）的聯合衛哨，攝於1969年

## 機場歷史

### 日治時期
1936年（日治昭和11年）在此興建豐原飛行場（或稱公館飛行場）。日本戰敗後1945年10月，國民政府接收臺灣後，日軍撤離。中華民國臺灣省政府於1950年，通告臺中公館改稱清泉崗。

### 美軍駐紮時期
冷戰時期的清泉崗空軍基地曾經是美國空軍重要的支援設施。1954年1月，美軍顧問團中部顧問分組（MAAG Central Advisory Section）進駐。1954年後，依《中美共同防禦條約》成立了美軍協防台灣司令部（USTDC)，中華民國政府實施「陽明山計畫」，徵收臺中公館機場周邊的公館、吳厝、許厝寮、湖底、楊厝寮、泉州厝、大突寮等聚落，將原居民集體遷村至新社、石岡仙塘坪、埔里大坪頂、魚池等地，以協助駐台美軍顧問團（MAAG）擴建機場。
1956年11月21日，在考察全台灣各空軍基地後，美國空軍計劃於1957年5月至1958年4月間將公館機場發展為美國空軍在台的主要基地，共編列了2億5千萬美元建設了基地的基本作戰和支援設施。
1957年5月，美國空軍編列了350萬美元用於興建長12,000英尺、寬200英尺的跑道。
美軍戰鬥單位進駐機場始於1958年，當時正值八二三炮戰爆發，第83戰鬥機攔截中隊（83rd Fighter Interceptor Squadron）的12架F-104星式戰鬥機進駐臺中公館，其餘12架部署在桃園空軍基地，以及第51戰鬥攔截機聯隊另外從那霸空軍基地（Naha Air Base）調來共8架的F-86軍刀戰鬥機，機場亦部署了含有核彈頭的鬥牛士飛彈，以應對來自中共解放軍的威脅。在戰勢和緩後，83中隊在臺中公館及空軍桃園基地的飛機和人員在1958年12月調回加州漢密爾頓空軍基地 ，第51戰鬥攔截機聯隊的8架F-86軍刀戰鬥機則在1959年1月底調回那霸空軍基地。
1960年5月10日-20日，美國空軍第67戰術偵察聯隊從日本橫田空軍基地（Yokota AB）調派至臺中公館基地執行偵察任務。
1960年5月20日-6月13日，美國戰術空軍司令部（TAC）將第474戰術戰鬥機聯隊下轄的第428戰術戰鬥機中隊從內華達州奈利斯空軍基地 （Nellis AFB）調派至清泉崗基地，配備F-100超級軍刀戰鬥機 。
1960年7月4日-14日，第18戰術戰鬥機聯隊從沖繩嘉手納空軍基地（Kadena AB）調派F-100超級軍刀戰鬥機至臺中公館，與中華民國空軍參與代號「藍天」（BLUE SKY）的聯合演習。
1960年8月－11月，以下單位將戰機論調部署至臺中公館機場，執行警戒任務（Alert duty）：
- 8月17日－24日，第18戰術戰鬥機聯隊（英语：18th Tactical Fighter Wing）
- 9月13日－20日，第18戰術戰鬥機大隊（英语：18th Tactical Fighter Group）
- 10月5日－12日，第39航空師（英语：39th Air Division）
- 11月15日－22日，第13航空師（英语：13th Air Division）

1960年12月4日-11日，第405戰鬥機聯隊從菲律賓克拉克空軍基地（Clark AB）調派F-102三角劍戰鬥機至臺中公館。
1961年3月14日-28日，第18戰術戰鬥機聯隊從沖繩嘉手納空軍基地（Kadena AB）調派第15戰術偵察中隊的RF-101巫毒式偵察機至臺中公館，於台灣海峽上空執行戰術偵察任務。
1961年4月18日-25日，第18戰術戰鬥機聯隊從沖繩嘉手納空軍基地（Kadena AB）調派第12戰術戰鬥機中隊的F-100超級軍刀戰鬥機至臺中公館。
1961年5月11日-24日，美國空軍第39航空師從日本三澤空軍基地（Misawa AB）編成一個偵察機特遣隊進駐臺中公館。
1961年8月1日-9月30日，第405戰鬥機聯隊從菲律賓克拉克空軍基地（Clark AB）調派第509戰鬥攔截機中隊至臺中公館基地執行代號「大卡車」（Operation BIG TRUCK）的防空警戒任務，配備F-102三角劍戰鬥機。
1961年10月6日-11日，因應民國50年國慶閱兵大典，第8戰術戰鬥機聯隊組成了由F-102三角劍戰鬥機、RF-101巫毒式偵察機、F-100超級軍刀戰鬥機及B-57坎培拉轟炸機的特遣隊進駐臺中公館基地，並於10月10日當天編隊飛越總統府上空。
1962年3月6日-12日，第18戰術戰鬥機聯隊從沖繩嘉手納空軍基地（Kadena AB）部署至臺中公館基地，與駐台美軍其他單位參與了代號飛行老虎（FLYING TIGER）的演習，3月10日至17日，第8戰術戰鬥機聯隊也從日本九州板付空軍基地（Itazuke Air Base）部署至臺中公館基地 。
1963年1月7日-9日，美軍在全台各地展開代號藍鷹（BLUE EAGLE）的防空作戰演習，由沖繩嘉手納空軍基地（Kadena AB）調來A-12偵察機高速穿越台灣上空，被用於檢查全台灣的防空系統。
1963年2月21日-26日，第405戰鬥機聯隊從菲律賓克拉克空軍基地（Clark AB）調派F-102三角劍戰鬥機至臺中公館基地參與代號天兵III（SKY SOLDIER III）的防空作戰演習。
1963年3月13日-5月15日，第18戰術戰鬥機聯隊的第67戰術戰鬥機中隊從沖繩嘉手納空軍基地（Kadena AB）調派至臺中公館基地，配備F-105雷公戰鬥機。
1964年3月17-27日，第15戰術偵察中隊從沖繩嘉手納空軍基地（Kadena AB）調派至臺中公館基地執行偵察任務，配備RF-101巫毒式偵察機 。
1963年7月1日，美國空軍第655戰術醫院（655th Tactical Hospital）從日本立川飛行場臨時部署至臺中公館基地，以支援代號天兵IV（SKY SOLDIER IV）的中華民國陸軍與美國陸軍聯合空降演習。
1964年9月20日-11月5日，駐台美軍第十三航空特遣隊（Air Task Force Thirteen）在台中縣與中華民國空軍、陸軍舉行了代號天兵六號（SKY SOLDIER/TIEN BING IV）的聯合防空作戰演習，由第十三航空特遣隊（Air Task Force Thirteen）司令托馬斯·N·威爾遜（BG.Thomas N. Wilson）准將擔任指揮官，美國太平洋陸軍（USAP）派遣了第173空降旅至中部地區，美國太平洋空軍（PACAF）從位於日本及韓國各基地調來C-124運輸機、C-130運輸機、RF-101巫毒式偵察機及B-57坎培拉轟炸機以支援演習，這是有史以來在和平時期規模最大的一場中美聯合演習 。
1966年3月20日，為紀念徐蚌会战阵亡的邱清泉陸軍二級上將，故由臺中公館空軍基地更名為清泉崗空軍基地，機場代號CCK，是當時遠東最大的空軍基地，可起降12架B-52戰略轟炸機。1960年代越南戰爭爆發後，清泉崗機場逐漸成為駐台美軍最大、駐屯人數最多的空軍基地之一，人數最多時在1968年-1969年間，有5,000-6,000人。
1965年4月，駐於加州喬治空軍基地的第479戰術戰鬥機聯隊派遣了2個F-104C戰鬥機中隊—— 第435戰術戰鬥機中隊、第436戰術戰鬥機中隊進入清泉崗，除了擔負台灣的空防任務之外，第436中隊也由清泉崗基地定期輪換至南越峴港空軍基地，為執行名為MiG戰鬥空中巡邏（MiGCAP）任務，以保護美國空軍的F-100戰鬥轟炸機轟炸北越時，避免受到北越戰鬥機的攻擊。
以下為第479戰術戰鬥機聯隊曾駐防清泉崗基地的單位，均配有F-104星式戰鬥機：
- 第435戰術戰鬥機中隊（435th Tactical Fighter Squadron，1965年10月12日－1965年12月21日) (F-104C)
- 第436戰術戰鬥機中隊（436th Tactical Fighter Squadron，1965年4月10日－1965年10月12日) (F-104C)
- 第476戰術戰鬥機中隊（476th Tactical Fighter Squadron，1968年4月7日－1968年7月11日) (F-104C）

1965年4月9日，美國空軍第1氣象大隊在清泉崗基地成立了第23支隊（Detachment 23）。
1965年5月10日，兩架H-43B直升機由奧勒岡州波特蘭空軍基地轉移至清泉崗基地，爲基地提供救援和搜索任務。
1965年4月12日，36名美國空軍憲兵從加州喬治空軍基地轉移至清泉崗基地，支援基地的安全和執法部門。
1965年4月17日，美國空軍副參謀長威廉·H·布蘭查德上將視察了清泉崗基地，他也主持了基地新建可容納1,000人食堂的開幕儀式，4月21日，美軍協防台灣司令部司令耿特納中將（William E. Gentner Jr.）也前來視察清泉崗基地。
1965年9月23日，美國空軍部部長哈羅德·布朗（Harold Brown）參訪清泉崗基地，第13航空特遣隊（Air Task Force 13）司令威廉·F·皮茨准將（BG. William F. Pitts）從台北飛抵清泉崗，布朗部長也在基地會面了第13航空隊司令詹姆斯·N·威爾遜中將（Lt Gen. James N. Wilson）。
1965年10月12日，第436戰術戰鬥機中隊從清泉崗撤回加州喬治空軍基地，12月21日，第435戰術戰鬥機中隊的F-104C戰鬥機在台灣海峽完成最後一次例行性巡邏任務後，也由清泉崗基地撤回美國本土。
1966年1月，基地本月增加了550名美國空軍人員，使得美國空軍駐清泉崗基地人數達到2,500人。
1966年2月8日，第6217戰鬥支援大隊（6217th Combat Support Group ; 6217th CSG）成立，主要任務：負責為美國空軍派遣至清泉崗的戰鬥和非戰鬥單位提供後勤支援，並與中華民國空軍合作，大隊長為上校編制，目前已知下轄共7個中隊，分別為第6217勤務中隊（6217th Service Squadron）、第6217土木工程中隊（6217th Civil Engineering Squadron）、第6217保安憲兵中隊（6217th Security Police Squadron）、第6217運輸中隊（6217th Transportation Squadron）、第6217補給中隊（6217th Supply Squadron）、第6217綜合飛機維修中隊（6217th Consolidated Aircraft Maintenance Squadron）、第6217彈藥支援中隊（6217th Munitions Support Squadron）。
1966年1月22日，美國戰術空軍司令部又將原駐田納西州西沃特空軍基地、配有C-123運輸機及C-130運輸機的第314部隊運輸機聯隊改派至清泉崗，負責遠東地區各地的美軍人員、物資運輸，以及東南亞地區的戰場空運，聯隊長為上校或准將編制，兼任基地指揮官（Base commander）。以下是該聯隊曾駐清泉崗基地的單位，均配有C-130E運輸機：
- 第50戰術空運中隊（50th Tactical Airlift Squadron，1966年2月－1971年5月，垂直尾翼代碼：DE）
- 第345戰術空運中隊（345th Tactical Airlift Squadron，1966年2月－1971年5月，垂直尾翼代碼：DH）
- 第346戰術空運中隊（346th Tactical Airlift Squadron，1966年2月－1971年5月，垂直尾翼代碼：DY）
- 第776戰術空運中隊（776th Tactical Airlift Squadron，1966年2月－1971年5月，垂直尾翼代碼：DL）

1966年4月21日，清泉崗基地開始具備生產液氧及液氮的能力。
1967年2月1日，第6217戰鬥支援大隊（6217th Combat Support Group）啟用基地內剛完工的新營舍作為基地總部（HQ Building）。
1967年5月8日，基地內的大型淨水廠啟用，5月16日，基地內的圖書館、高爾夫球場和音樂室等人事服務設施啟用。
1967年9月16日，清泉崗基地新完工的JP-4燃料設施系統，由IMODCO浮標、增壓站、散裝儲罐區和消防栓系統組成。
1967年11月6日，在清泉崗基地開設了一個新的雷達移動進近管制設施（RAPCON）。開始為在儀表天氣條件下在台中地區飛行的美國空軍和中華民國空軍飛行員提供改進的雷達導航服務。
1967年11月16日，第6217號美國空軍醫院在清泉崗基地成立，11月18日，所有醫療服務都在基地的新醫院綜合大樓內開始運作。
1967年11月27日，基地內的UNIVAC 1050II計算機正式啟用。
1968年2月18日，新型AN/MPN-14K移動地面進近系統在清泉崗基地啟用，為基地提供了更精確的雷達進近控制（RAPCON）及地面控制進場系統（GCA）。
1968年3月21日，隸屬美國空軍第9戰略偵察聯隊的第1戰略偵察中隊編號61-17974的SR-71黑鳥式偵察機完成對北越的超音速高空偵查行動後，由於沖繩嘉手納基地天候不佳，在兩架KC-135Q空中加油機的掩護下，提早降落在清泉崗基地，過程中也改用和其中一架KC-135Q相同的呼號，以躲避中共的監控，接進到清泉崗基地時，SR-71的飛行員傑里·奧馬利（Jerry O'Malley）少校及埃德·佩恩（Ed Payne）上校請求塔台許可降落，以175節的速度夾在兩架KC-135Q的中間進場降落，降落後隨即將偵照完成之底片以C-130運輸機運送至駐日美軍的橫田基地（Yokota Air Base）進行處理。也是首次降落在台灣的長程戰略偵察機，並於3月23日返回嘉手納基地。
1968年4月7日，第479戰術戰鬥機聯隊派遣第476戰術戰鬥機中隊進駐清泉崗，配備F-104C戰鬥機以加強台灣的空防。
1968年4月26日，第6217戰鬥支援大隊（6217th Combat Support Group）的採購辦公室被美國太平洋空軍（PACAF）評選為1968會計年度的最佳採購辦公室。
1968年7月11日，美國戰術空軍司令部（TAC）將駐清泉崗基地第476戰術戰鬥機中隊的所有F-104C戰鬥機出售給中華民國空軍後，中隊人員撤回加州喬治空軍基地並開始換裝F-4C戰鬥機。
1969年10月7日，強烈颱風艾爾西襲擊台灣後，樂山雷達站聯外道路阻斷，第314戰術空運聯隊（314th Tactical Airlift Wing）開始派出C-130E運輸機從樂山雷達站上空空投補給品，直到11月13日道路恢復通行為止。
1969年12月5日，第50戰術空運中隊（50th Tactical Airlift Squadron）一架編號62-1800的C-130E運輸機墜毀在台南空軍基地以南約6英里（9.65公里）處，機組員無人生還。
1969年12月19日，美國空軍4252戰略聯隊、4220空中加油中隊之KC-135A(#56-3629) 於執行代號"Arc Light" 之空中加油任務時，於CCK起飛開始爬升中，因為結構故障（structural failure）而失事。
1971年後，第314聯隊撤離台灣，派往阿肯色州小岩城空軍基地，原先任務於同年5月31日起由沖繩那霸空軍基地調來的美國太平洋空軍，美國第五航空隊（Fifth Air Force；5 AF）的第374戰術空運聯隊接替執行，而清泉崗空軍基地也逐漸成為亞洲地區各戰場運輸用機的主要補給基地及中繼站，也成為美軍在越戰期間後勤補給線之中重要的一環。
以下為第374戰術空運聯隊曾駐清泉崗基地的單位，均配有C-130E運輸機：
- 第21戰術空運中隊（21th Tactical Airlift Squadron，1971年5月31日－1973年11月13日，垂直尾翼代碼：DY）
- 第37戰術空運中隊（37th Tactical Airlift Squadron，1972年12月6日－1973年3月15日）
- 第50戰術空運中隊（50th Tactical Airlift Squadron，1971年5月31日－1973年11月13日，垂直尾翼代碼：DE）
- 第345戰術空運中隊（345th Tactical Airlift Squadron，1971年5月31日－1973年11月13日，垂直尾翼代碼：DH）
- 第776戰術空運中隊（776th Tactical Airlift Squadron，1971年5月31日－1973年11月13日，垂直尾翼代碼：DL）

1971年5月31日，第6217戰鬥支援大隊（6217th Combat Support Group）解散，相同任務改由第374戰術空運聯隊下轄的第374戰鬥支援大隊（374th Combat Support Group）負責。
374空運聯隊對東南亞的作戰行動一直扮演極重要的支援角色，除了擔任駐台美軍空軍在各基地的空運任務外，同時也在台灣以外地區執行慣例的空運任務，例如1972年復活節攻勢期間前往南越戰場執行戰術空投任務，及菲律賓水災災區進行的人道救濟任務（於1972年獲頒菲律賓總統獎）以及1973年5月的「返家行動」，將越南河內的美軍戰俘護送回國。
隨著滾雷行動（Operation Rolling Thunder）及弧光作戰中B-52轟炸機在越南各地出動架次不斷增加，美國戰略空軍司令部於1968年2月將第4220空中加油中隊（4220th Air Refueling Squadron）及其在泰國達欺皇家空軍基地、沖繩嘉手納空軍基地的KC-135加油機調派至清泉崗以集中部署，共15架KC-135，援馳越南戰區週邊，駐泰國烏打拋皇家海軍飛行場（U-Tapao Royal Thai Navy Airfield）的B-52機隊及達欺基地的F-111轟炸機隊，同時5架原駐烏打拋飛行場的無線電中繼機及約450名的美國空軍人員從泰國調至清泉崗。11月29日至12月8日間，又從日本東京橫田空軍基地調了隸屬第347戰術戰鬥機聯隊的兩架B-57轟炸機到清泉崗，訓練中華民國空軍飛官偵測、截聽敵機上的電子反制設備。
1972年2月28日，由於中共與美國簽訂了《上海公報》，使得美軍開始逐步減少駐台人數及設施，其最終目的為全部撤出駐台美軍並且關閉所有基地。
1972年4月26日，派駐於清泉崗空軍基地美國空軍第345空運中隊的一架編號64-0508的C-130E運輸機前往越南戰場支援安祿戰役，在提供夜間補給時被越共地面砲火擊落，包含飛行員Harry A. Amesbury少校、Russell, Richard L中尉、Dunn, Richard E技術中士及Calvin C. Cooke中士等6人陣亡。
1972年11月6日，由於台灣依照美軍的要求將MAP（軍援）獲得的48架F-5自由鬥士戰鬥機移交予南越空軍，美國太平洋空軍（PACAF）宣布位於嘉手納基地的第18戰術戰鬥機聯隊派遣2個中隊至台灣，分別是44戰機中隊共24架F-4C戰鬥機及67戰機中隊共18架EF-4C戰鬥機，是屬野鼬機種，共42架F-4幽靈II戰鬥機進駐清泉崗，以補足台灣空防任務。
嘉手納基地的第18戰術戰鬥機聯隊在1972年11月6日至1975年5月31日間，一直在清泉崗駐有兩個F-4C/D戰鬥機中隊。
以下為第18戰術戰鬥機聯隊曾駐防清泉崗基地的單位，均配有F-4幽靈II戰鬥機：
- 第44戰術戰鬥機中隊（44th Tactical Fighter Squadron，1972年11月6日－1975年4月10日，垂直尾翼代碼：ZL）(F-4C/D）
- 第67戰術戰鬥機中隊（67th Tactical Fighter Squadron，1972年11月6日－1975年5月31日，垂直尾翼代碼：ZG）(EF-4C，F-4D）

1972年12月6日，美國空軍第37戰術空運中隊從維吉尼亞州蘭利空軍基地部署至清泉崗基地，裝備C-130E運輸機。
1972年3月15日，美國空軍第37戰術空運中隊從台灣清泉崗基地撤回維吉尼亞州蘭利空軍基地。
1973年3月，駐清泉崗基地的美軍人數約為5,000人，此時，駐紮於清泉崗的美國軍機數量達到113架（65架C-130、46架F-4、2架HH-53）。
1973年8月17日，美國空軍第405戰鬥機聯隊的第523戰術戰鬥機中隊一架編號為66-7606的F-4D戰鬥機於清泉崗基地起飛後不久於執行台灣海峽的戰鬥空防任務（C.A.P）途中，於台灣西南海面墜毀，兩位飛官彈射跳傘，高雄縣小港鄉籍漁船「滿載億號」及「金豐財號」英勇救起兩位失事飛官。
1973年8月31日，隸屬於第523戰術戰鬥機中隊的F-4D戰鬥機支隊（Detachment），撤回克拉克空軍基地（Clark Air Base），改由第90戰術戰鬥機中隊派遣支隊，直到1974年7月31日為止。
1973年9月16日，第44戰術戰鬥機中隊（44th Tactical Fighter Squadron）一架F-4C戰鬥機由琉球嘉手納空軍基地轉場至清泉崗基地時，於清泉崗基地附近墜毀，飛行員彈射跳傘成功。
1973年10月15日，清泉崗基地的駐台美軍第67戰術戰鬥機中隊（67th Fighter Squadron）一架編號為63-7462的EF-4C戰鬥機於CCK起飛後不久墜毀。
1973年11月3日，美國太平洋空軍宣布將從台灣撤出第374戰術空運聯隊的C-130運輸機共65架及3000名飛行員與地勤，聯隊總部移至菲律賓克拉克空軍基地，到11月16日為止，第374戰術空運聯隊（374th Tactical Airlift Wing）的所有單位完全皆已撤出清泉崗基地，除了第345戰術空運中隊（345th Tactical Airlift Squadron ; 345th TAS）轉移至琉球嘉手納空軍基地外，第21戰術空運中隊（21th TAS）、第50戰術空運中隊（50th TAS）及第776戰術空運中隊（776th TAS）皆轉移至菲律賓克拉克空軍基地。
1973年11月15日，第6217戰鬥支援大隊（6217th Combat Support Group）重新編成，任務為負責駐清泉崗F-4戰鬥機與基地內的各項後勤支援，大隊長為上校編制，兼任基地指揮官（Base commander）。
1974年7月31日，美國空軍開始減少駐清泉崗基地F-4戰鬥機的數量，第90戰術戰鬥機中隊的分遣隊撤回菲律賓克拉克空軍基地，9月1日起，第6217戰鬥支援大隊（6217th Combat Support Group）更名為第6217戰術大隊（6217th Tactical Group ; 6217th TACG）。
1975年3月，駐清泉崗基地的美國空軍第44戰術戰鬥機中隊及第67戰術戰鬥機中隊與中華民國空軍三聯隊舉行代號JCS EXERCISE PRIME RATE 75的聯合防空演習。
1975年4月10日，駐清泉崗基地的美國空軍第18戰術戰鬥機聯隊的44戰機中隊總共24架的F-4C/D戰鬥機和450名地勤人員，撤回沖繩嘉手納基地（Kadena AFB) 。
1975年5月31日，其餘28架F-5A/B自由鬥士戰鬥機歸還台灣，美軍從台灣台中清泉崗基地撤出最後一支戰鬥機部隊：第67戰術戰鬥機中隊共18架EF-4C戰鬥機，從27日至31日，分5天撤往沖繩嘉手納基地（Kadena AFB)  。
1975年6月1日，隨著F-4戰鬥機撤離清泉崗基地，關閉清泉崗的準備工作開始了，第6217戰術大隊（6217th Tactical Group）降編為第6217空軍基地中隊（6217th Air Base Squadron ; 6217th ABS） ，中隊長為中校編制，兼任基地指揮官。該單位的任務是為清泉崗空軍基地提供給美國空軍於緊急情況可使用的戰爭儲備物資（War Reserve Material ; WRM）的儲存與維護以及維持基地設備的運作、安全；監督台南空軍基地和嘉義空軍基地WRM彈藥的維護和儲存；並在台北維持一個OLAB（運營地點B），以為樹林口通訊站（Shu Lin Kou Air Station）提供支援，除此之外，中隊還要為每個季度舉行一次的藍鷹演習（EAGLE EXERCISE）提供後勤支援，由美國海軍（USN）或美國海軍陸戰隊（USMC）（通常由3-6架飛機組成）與中華民國空軍（ROCAF）參與，為電子戰（Electronic Countermeasure ; ECM）對抗演習。
1975年6月1日起，清泉崗基地由工作狀態降為看守狀態，清泉崗基地剩餘的美國空軍人數為571人，此時，駐清泉崗的美軍為隸屬於第327航空師（327th Air Division）的第6217空軍基地中隊（6217th Air Base Squadron）及美軍顧問團中部顧問分組（MAAG Central Advisory Section），位於菲律賓克拉克空軍基地的第3戰鬥支援大隊（3rd Combat Support Group），該大隊開始向清泉崗派遣空軍人員，以爲第6217空軍基地中隊（6217th Air Base Squadron）提供正常的人員及裝備支援。
1976年1月7日，作為駐台美軍空軍部隊主體的美國空軍第327航空師（327th Aviation Division）由於美軍駐台人數不斷減少而正式解編，第6217空軍基地中隊（6217th Air Base Squadron）人數縮編為250人，並於1977年底減少為150人，此時美國空軍也逐步將基地內大部分停機坪、營舍等設施的控制權交還給中華民國空軍。
1978年9月起，第6217空軍基地中隊（6217th Air Base Squadron）再度縮編，此時駐清泉崗基地的美軍人數剩餘約100人。
1979年1月1日，美國正式與中華民國斷交，與中華人民共和國建交。
1979年3月1日，隨著駐台美軍顧問團（MAAG）的解散，美軍顧問團中部顧問分組（MAAG Central Advisory Section）撤離清泉崗基地。
1979年4月25日，隨著中美斷交，在最後一任美軍協防臺灣司令部司令林德少將的指揮下，隸屬於美國太平洋空軍（PACAF）的清泉崗空軍基地正式關閉了基地並降下了美國國旗，第6217空軍基地中隊（6217th Air Base Squadron）在基地關閉時管理了空軍剩餘資產與機密文件的處置，並於30日解編，剩餘的100名美軍人員也全部撤離，最後一批美軍於4月30日離開基地，此後，清泉崗基地成為中華民國空軍的專用機場。

### 世界上最長的渦輪螺旋槳飛機飛行距離記錄
1972年2月20日，美國空軍埃德加·艾利森中校（Lieutenant Colonel Edgar Allison）和他的飛行機組人員創造了一項公認的渦輪螺旋槳飛機飛行記錄，即8,732.09英里（14,052.94公里），在沒有著陸的情況下實現了大圓航線飛行。洛克希德HC-130H巡邏機從台灣的清泉崗空軍基地飛至伊利諾州的史考特空軍基地。截至2018年，這一世界紀錄在40多年後仍然保持著。

### 民航進駐時期
水湳機場位在臺中市區，影響西屯與北屯都市建設發展（樓層限高），而有將臺中民用機場遷至10公里外郊區，即清泉崗的規劃。2003年9月4日，民用航站開始興建，2004年3月5日完工啟用，清泉崗機場成為軍民合用機場，並將臺中航空站由水湳機場遷址至清泉崗機場。
自1996年來，中部縣市臺商對國際航線需求殷切，清泉崗機場為啟動國際航線服務中部縣市台商，民航局於2009年斥資新台幣39億元進行中部國際機場擴建改善工程，國際航廈（第二航廈）於2013年4月10日正式啟用，目前國內與國際航廈面積合計，比原先的航廈增加3.5倍。2016年8月交通部核定內部更名為「臺中國際機場」後，臺中市政府配合辦理〈臺中國際機場門戶地區整體開發可行性評估〉送內政部都委會，之後國發會通過臺中國際機場2035年整體發展計畫，將投入新臺幣240億元擴建停機坪、滑行道與第三航廈。
中華民國陸軍在台中清泉崗機場興建陸軍航空特戰指揮部基地，編列新臺幣7億2967.5萬元，從2019年至2023年進行陸航清泉崗基地設施新建工程，未來可供各型陸航直昇機進駐。
國防部109年度預算案2019年8月30日送到立法院，空軍將耗資近44億元，在台中清泉崗機場建設36座抗炸機堡，以取代越戰時期美國空軍所協助興建的機堡。空軍在預算案中表示，配合「一機一庫」政策，構建高抗炸係數防護機庫，以確保應急作戰階段及平遭敵猝然攻擊時，仍能保有對敵聯合制壓、截擊及國土防衛作戰能力，以確保我軍戰力得以發揚於空中。此案計畫編列43億9255萬2000元，自109年至115年度，計畫興建9座四聯機庫堡、滑行道及其附屬設施。空軍表示，清泉崗基地36座防護機庫構建案，將有利於兵力機動移防、緊急轉降及傳統機庫堡設施分年維護與整建作業遂行，同時也可提供友軍航空器停駐，達到隱蔽掩蔽效果。清泉崗基地駐防F-CK-1經國號戰鬥機，近年有不少新建設施，除了有儲存萬劍彈的大型彈庫外，現在再度興建抗炸機堡。空軍「建安六號」新建工程委託專案管理暨監造技術服務案，2020年6月24日公告決標，由中興工程顧問股份有公司以1億1017萬元得標，將自本月30日起履約，預估至2026年6月30日完成。

### 臺中航空站事紀

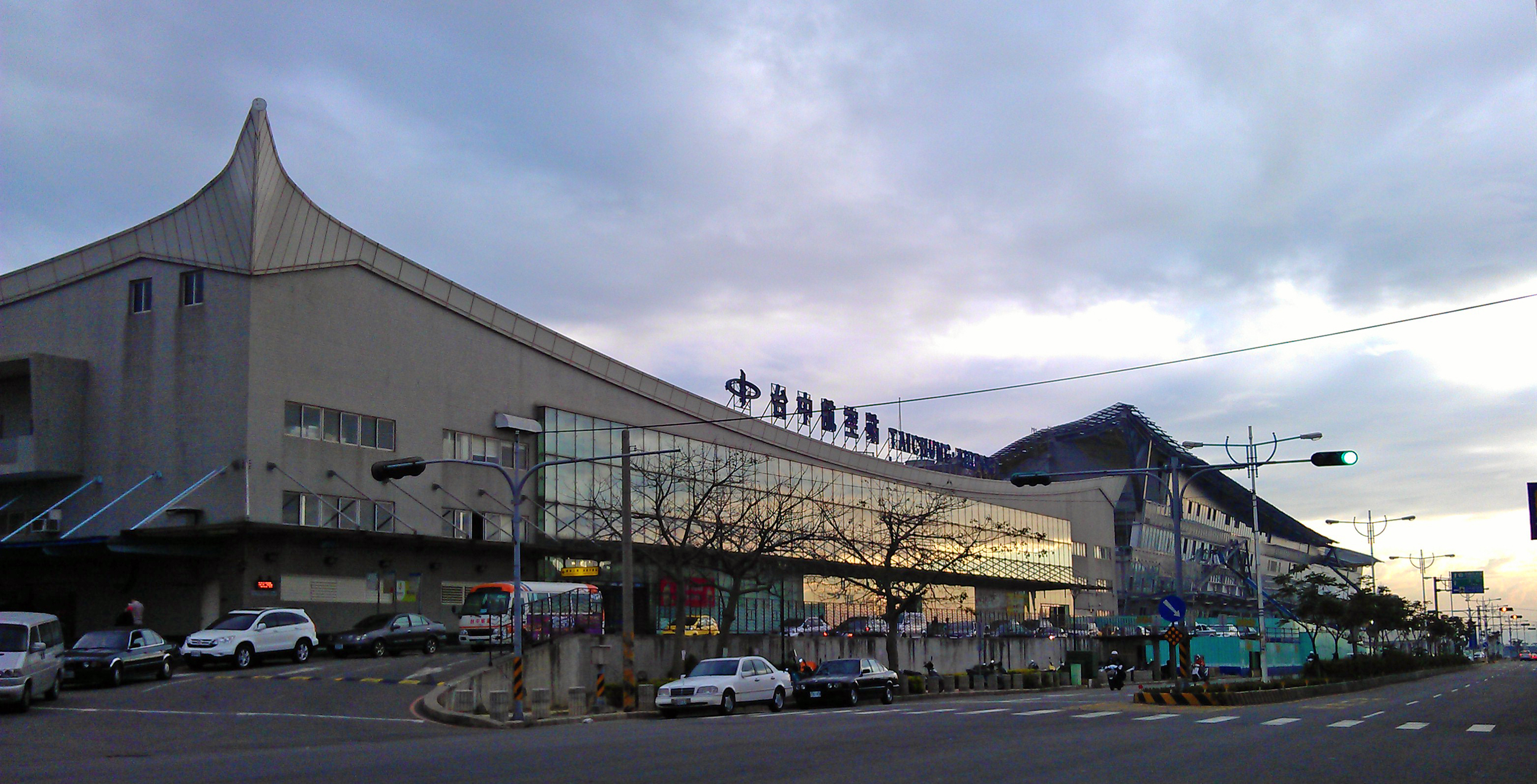
臺中航空站二航廈全景

1972年7月，於臺中水湳機場成立「臺中候機室」。1993年1月1日，升為「臺中輔助站」，隸屬臺北國際航空站監管。1996年2月1日，升格為「臺中航空站」。2002年11月11日，行政院核定同意清泉崗機場興建中部國際機場第一期工程。2003年9月4日，「中部國際機場第一期工程」開始興建。2004年3月5日，臺中航空站搬遷至清泉崗機場，中部國際機場第一期工程啟用，水湳機場民用航空業務停止運作。
2010年7月24日，「中部國際機場第一期發展計畫第一階段工程」開工。2013年4月10日，中部國際機場國際航廈啟用。8月，內政部空中勤務總隊第二大隊由水湳機場移駐清泉崗機場。2013年12月28日，臺中清泉崗機場國際醫療服務中心啟用。2014年12月1日，臺中航空站調升為乙等航空站。2015年2月5日，臺中航空站國際航空貨物集散站正式營運。2016年6月16日，臺中市政府獲行政院同意將民用機場宣傳名稱改為「臺中國際機場」。10月，機場多處告示牌更名為「臺中國際機場」，市府亦將道路指標更名為「臺中國際機場」。2017年1月3日，臺中航空站正式將宣傳用名稱更名為「臺中國際機場」，但航空站本身並未調升為國際機場等級的甲等航空站。2017年4月6日，與日本中部國際機場締結為姐妹機場，為前述機場在亞洲的第一個姊妹機場。

## 空軍司令部派駐單位
- 空軍第三戰術戰鬥機聯隊（原第427戰術戰鬥機聯隊）：臺灣臺中清泉崗空軍基地（聯隊長少將、副聯隊長上校）
  - 測評戰研中心
  - 第七戰術戰鬥機作戰隊（F-CK-1經國號戰鬥機）30架
  - 第八戰術戰鬥機中隊（F-CK-1經國號戰鬥機）20架（已於民國93年11月1日裁撤）
  - 第二八戰術戰鬥機作戰隊（F-CK-1經國號戰鬥機）20架
  - 空軍第三修護補給大隊
  - 空軍第三基地勤務大隊
  - 憲兵第三中隊
- 空軍防空暨飛彈指揮部
  - 空軍防空飛彈第七九五旅
    - 第六三三營第一連（MIM-104愛國者飛彈）

### 清泉崗基地歷代戰鬥機
- F-86軍刀戰鬥機（1959年～1962年）
- F-104星式戰鬥機（1958年～1998年）
- F-102三角劍戰鬥機（1960年～1963年）
- F-100超級軍刀戰鬥機（1965年～1970年）
- F-4幽靈II戰鬥機（1970年～1975年）
- F-CK-1經國號戰鬥機（1995年～）
- 幻象2000戰鬥機暫時駐防（2020年～2021年）[71][72]

## 場站設施
| 航廈       | 國內線航廈     | 國際線航廈     |
| ---------- | -------------- | -------------- |
| 照片       |                |                |
| 啟用日期   | 2004年3月5日   | 2013年4月10日  |
| 樓板面積   | 11,225平方公尺 | 25,525平方公尺 |
| 年服務容量 | 156萬人次      | 213萬人次      |

台中國際機場主要設施有：
- 跑道一條，長度3,659公尺、寬61公尺（可起降波音747型）
- 滑行道 由於是台灣最大的空軍基地，有眾多滑行道繞着機場及串聯着機堡，寬23m，但僅西側7條(W、W2、W3、W5、C、C1、C2) 提供民用
- 停機坪面積88,445平方公尺
  - 固定翼停機坪：D類3機位(757、A300、A310型)、4C類6機位(737-800、A321、MD-90型)、3C類2機位(ERJ、ATR72型)，以及過夜停機坪內的7個停機坪
  - 直昇機起降場：5機位
- 空橋8座
- 飛機維修棚廠（華信航空1座）
- 國際線航廈及國內線航廈各1座，國際線航廈的總面積為25,525平方公尺，而國內線航廈為11,225平方公尺，國際線航廈的總客運量為213萬人次，而國內線航廈為156萬人次。
- 消防班待命室2處
- 停車場可停放3輛大客車、190輛小型車及73輛機車。
- 2,270千瓦電力系統1座；1,000千瓦緊急柴油發電機2台
- 165噸中央空調系統2組
- 污水處理廠
- 播音系統1套
- 航站亦有臺灣銀行設櫃辦理外幣兌換服務，以及海關服務中心可辦理外籍旅客申請退還營業稅業務

### 擴建與未來計劃
中部國際機場第一期發展計劃
台中清泉崗機場在國際定期航班運量成長迅速與將來要納入兩岸直航機場等因素，為滿足中部地區航空運輸需求及提供大型航班起降，民航局開始著手計劃擴建台中機場。第一期計畫原預定2009年12月完成，但行政院環境保護署在環境影響評估的處理上耽擱延誤，後在中部民意強烈要求下，民航局完成第2次修正計畫陳報交通部審核，工程經費也從原先預定的新台幣14億餘元增加至38.9億元。第一階段工程的飛機維修棚工程（2011年12月2日完工）、空側工程（2012年12月28日完工）、國際航廈／第二航廈（2013年4月10日啟用）、污水處理廠統包工程（2013年3月31日完工）以及北側的聯絡滑行道2（2018年6月完工）已陸續完工。此外，現有停機坪無法容量大型寬體飛機，應在未來改善工程上進行規劃。

臺中國際機場門戶計畫
交通部民航局有鑑於臺中國際機場運量快速成長之發展需求，2009年奉行政院於核定〈中部國際機場整體規劃及第一期發展計畫〉後，刻正啟動修訂辦理〈臺中國際機場2035年整體規劃〉，該計畫係以2015年為基年，2035年為規劃目標年。2013年臺中市政府經濟發展局推動辦理〈臺中國際機場門戶地區整體開發可行性評估〉，同年配合機場發展市府發布《變更台中港特定區計畫細部計畫(土地使用分區管制要點)(配合第三次通盤檢討)書》，並拓寬航廈前中清路（台10乙線段）成為達100M寬道路並更名為中航路；2017年8月〈變更台中港特定區計畫(配合臺中國際機場門戶及周邊產業專區整體開發)暨擬定台中港特定區計畫(配合臺中國際機場門戶及周邊產業專區整體開發)細部計畫案〉將航空暨相關產業專用區擴大至107.65公頃（短期發展區）。2018年6月27日在林佳龍市府支持下〈臺中國際機場2035年整體發展計畫〉國發會審查通過，後續報行政院會通過，中長期發展計畫將在機場內的陽西區新建另一個國際航廈（預定時程2021-2025年）、新建滑行道及短期停機坪工程（平行滑行道工程、聯絡滑行道往西延伸段、國際線停機坪工程、短期試機坪及其滑行道，工程預定時程2022-2025年）、新建消防站及支援輔助設施（新消防站、污水處理、飛機燃油供應、地勤裝備維修、固體廢棄物處理、空廚、給水及消防站等），現在有國內外航廈改建為國內航空、商務航空、低成本航空、駐站單位辦公室等使用。2019年3月新任的盧秀燕市府團隊退回〈台中國際機場周邊門戶地區土地規劃都市計畫變更作業案〉，新任交通部長林佳龍將原本明年才要進行的〈臺中國際機場2040年整體規劃〉提前啟動，市府〈臺中國際機場門戶計畫〉將航空暨相關產業專用區再增加中長期發展區使總面積達840公頃，未來將採分期分區開發。

### 航空站組織
- 站主任：張瑞澍

航務組
- 組長（1名）
  - 主任航務員（1名）
  - 航務員（3名）
  - 噪音幹事（1名）
  - 消防士（技工18名，約僱人員15名）

業務組
- 組長（1名）
  - 土木工程司（1名）
  - 機電副工程司（1名）
  - 資訊幫工程司（1名）
  - 電力工務員（1名）
  - 業務組員（1名）
  - 委外業務人員（3名）

總務組
- 組長（1名）
  - 出納辦事員（1名）
  - 財管辦事員（1名）
  - 事務技工（1名）
  - 委外文書人員（2名）

主計室
- 主計室主任（1名）
  - 委外主計人員（1名）

兼任人事暨政風
- 專員（1名）

## 航空公司與航點

### 國內航線（第一航廈）

臺中清泉崗機場的國際航點圖

| 航空公司 | 目的地城市 | 目的地機場 | 班次     | 固定航機           | 備註           |
| -------- | ---------- | ---------- | -------- | ------------------ | -------------- |
| 華信航空 | 澎湖       | 澎湖機場   | 每週63班 | ATR72-600 B737-800 |                |
| 華信航空 | 金門       | 金門機場   | 每週35班 | ATR72-600 B737-800 |                |
| 華信航空 | 花蓮       | 花蓮機場   | 每週3班  | ATR72-600          | 三、五、日飛行 |
| 立榮航空 | 澎湖       | 澎湖機場   | 每週35班 | ATR72-600 A321-200 |                |
| 立榮航空 | 金門       | 金門機場   | 每週37班 | ATR72-600 A321-200 |                |
| 立榮航空 | 馬祖       | 南竿機場   | 每週14班 | ATR72-600          |                |

### 國際與兩岸航線（第二航廈）
| 包機／定期包機航線 | 即將開航 | 即將復航 | 即將停航 | 班表更新日期：2025年7月12日 |

| 航空公司                         | 目的地城市 | 目的地機場       | 班次     | 固定航機          | 備註                              |
| -------------------------------- | ---------- | ---------------- | -------- | ----------------- | --------------------------------- |
| 華信航空 (AE)                    | 胡志明市   | 新山一國際機場   | 每週7班  | B737-800          |                                   |
| 台灣虎航(IT) 【低成本航空】      | 澳門       | 澳門國際機場     | 每週2班  | A320-200          |                                   |
| 台灣虎航(IT) 【低成本航空】      | 名古屋     | 中部國際機場     | 每週3班  | A320-200          |                                   |
| 台灣虎航(IT) 【低成本航空】      | 濟州       | 濟州國際機場     | 每週2班  | A320-200          |                                   |
| 星宇航空 (JX)                    | 澳門       | 澳門國際機場     | 每週7班  | A321neo           |                                   |
| 星宇航空 (JX)                    | 高松       | 高松機場         | 每週5班  | A321neo           |                                   |
| 星宇航空 (JX)                    | 沖繩       | 那霸國際機場     | 每週10班 | A321neo           |                                   |
| 星宇航空 (JX)                    | 富國島     | 富國國際機場     | 每週3班  | A321neo           |                                   |
| 星宇航空 (JX)                    | 神戶       | 神戶機場         | 每週7班  | A321neo           |                                   |
| 香港快運航空 (UO) 【低成本航空】 | 香港       | 香港國際機場     | 每週21班 | A320-200 A321-200 |                                   |
| 澳門航空 (NX)                    | 澳門       | 澳門國際機場     | 每週7班  | A320-200 A321-200 |                                   |
| 中國東方航空 (MU)                | 南京       | 南京祿口國際機場 | 每週1班  | A319-100 A320-200 |                                   |
| 德威航空 (TW) 【低成本航空】     | 首爾       | 仁川國際機場     | 每週7班  | B737-800          |                                   |
| 德威航空 (TW) 【低成本航空】     | 大邱       | 大邱國際機場     | 每週3班  | B737-800          | 2025年7月13日至8月20日開航每週3班 |
| 大韓航空 (KE)                    | 首爾       | 仁川國際機場     | 每週7班  | A321neo           |                                   |
| 真航空 (LJ) 【低成本航空】       | 首爾       | 仁川國際機場     | 每週7班  | B737-800          | 預計2025年10月26日復航每週7班     |
| 越捷航空 (VJ) 【低成本航空】     | 胡志明市   | 新山一國際機場   | 每週4班  | A321-200          | 7月8日至10月25日減為每週4班       |
| 越捷航空 (VJ) 【低成本航空】     | 河內       | 內排國際機場     | 每週7班  | A321-200 A320-200 |                                   |
| 越捷航空 (VJ) 【低成本航空】     | 峴港       | 峴港國際機場     | 每5天1班 | A321-200          |                                   |
| 越竹航空 (QH)                    | 峴港       | 峴港國際機場     | 每5天1班 | A321-200          |                                   |
| 泰國獅子航空 (SL) 【低成本航空】 | 普吉       | 普吉國際機場     | 每6天1班 | B737-800          |                                   |

#### 歷史航點
| 台中國際機場曾經飛航的航空公司與航點 | 台中國際機場曾經飛航的航空公司與航點 | 台中國際機場曾經飛航的航空公司與航點 | 台中國際機場曾經飛航的航空公司與航點 | 台中國際機場曾經飛航的航空公司與航點 |
| ------------------------------------ | ------------------------------------ | ------------------------------------ | ------------------------------------ | ------------------------------------ |
| 航空公司                             | 國別與都市                           | 機場                                 | 附註                                 |                                      |
| 亞洲                                 |                                      |                                      |                                      |                                      |
| 中華航空                             | 日本 東京                            | 成田國際機場                         | 客運                                 |                                      |
| 華信航空                             | 臺灣 臺北                            | 臺北松山機場                         | 客運                                 |                                      |
| 華信航空                             | 臺灣 臺東                            | 臺東機場                             | 客運                                 |                                      |
| 華信航空                             | 日本 東京                            | 成田國際機場                         | 客運                                 |                                      |
| 華信航空                             | 日本 沖繩                            | 那霸機場                             | 客運                                 |                                      |
| 華信航空                             | 日本 大阪                            | 關西國際機場                         | 客運                                 |                                      |
| 華信航空                             | 日本 名古屋                          | 中部國際機場                         | 包機                                 |                                      |
| 華信航空                             | 日本 富山                            | 富山機場                             | 包機                                 |                                      |
| 華信航空                             | 日本 鳥取                            | 鳥取機場                             | 包機                                 |                                      |
| 華信航空                             | 日本 大分                            | 大分機場                             | 包機                                 |                                      |
| 華信航空                             | 日本 長崎                            | 長崎機場                             | 包機                                 |                                      |
| 華信航空                             | 日本 宮古島                          | 下地島機場                           | 包機                                 |                                      |
| 華信航空                             | 日本 高知                            | 高知機場                             | 包機                                 |                                      |
| 華信航空                             | 首爾                                 | 仁川國際機場                         | 客運                                 |                                      |
| 華信航空                             | 釜山                                 | 金海國際機場                         | 包機                                 |                                      |
| 華信航空                             | 中国大陆 寧波                        | 櫟社國際機場                         | 客運                                 |                                      |
| 華信航空                             | 中国大陆 杭州                        | 蕭山國際機場                         | 客運                                 |                                      |
| 華信航空                             | 中国大陆 無錫                        | 蘇南碩放國際機場                     | 客運                                 |                                      |
| 華信航空                             | 中国大陆 廈門                        | 高崎國際機場                         | 客運                                 |                                      |
| 華信航空                             | 中国大陆 武漢                        | 天河國際機場                         | 客運                                 |                                      |
| 華信航空                             | 中国大陆 鄭州                        | 新鄭國際機場                         | 客運                                 |                                      |
| 華信航空                             | 中国大陆 重慶                        | 江北國際機場                         | 客運                                 |                                      |
| 華信航空                             | 中国大陆 南昌                        | 昌北國際機場                         | 客運                                 |                                      |
| 華信航空                             | 中国大陆 福州                        | 長樂國際機場                         | 客運                                 |                                      |
| 華信航空                             | 中国大陆 長沙                        | 黃花國際機場                         | 客運                                 |                                      |
| 華信航空                             | 中国大陆 麗江                        | 三義國際機場                         | 包機                                 |                                      |
| 華信航空                             | 中国大陆 南寧                        | 吳圩國際機場                         | 包機                                 |                                      |
| 華信航空                             | 中国大陆 揭陽                        | 潮汕國際機場                         | 包機                                 |                                      |
| 華信航空                             | 澳門                                 | 澳門國際機場                         | 客運                                 |                                      |
| 華信航空                             | 菲律賓 長灘島                        | 卡利博國際機場                       | 包機                                 |                                      |
| 華信航空                             | 越南 河內                            | 內排國際機場                         | 客運                                 |                                      |
| 長榮航空                             | 澳門                                 | 澳門國際機場                         | 客運                                 |                                      |
| 長榮航空                             | 首爾                                 | 仁川國際機場                         | 包機                                 |                                      |
| 立榮航空                             | 臺灣 臺北                            | 臺北松山機場                         | 客運                                 |                                      |
| 立榮航空                             | 澳門                                 | 澳門國際機場                         | 客運                                 |                                      |
| 立榮航空                             | 香港                                 | 香港國際機場                         | 客運                                 |                                      |
| 立榮航空                             | 中国大陆 廣州                        | 白雲國際機場                         | 客運                                 |                                      |
| 立榮航空                             | 中国大陆 深圳                        | 寶安國際機場                         | 客運                                 |                                      |
| 立榮航空                             | 中国大陆 無錫                        | 蘇南碩放國際機場                     | 客運                                 |                                      |
| 立榮航空                             | 中国大陆 長沙                        | 黃花國際機場                         | 客運                                 |                                      |
| 立榮航空                             | 日本 函館                            | 函館機場                             | 包機                                 |                                      |
| 立榮航空                             | 日本 札幌                            | 新千歲機場                           | 包機                                 |                                      |
| 立榮航空                             | 越南 胡志明市                        | 新山一國際機場                       | 包機                                 |                                      |
| 台灣虎航                             | 釜山                                 | 金海國際機場                         | 包機                                 |                                      |
| 台灣虎航                             | 越南 峴港                            | 峴港國際機場                         | 包機                                 |                                      |
| 台灣虎航                             | 日本 東京                            | 成田國際機場                         | 客運                                 |                                      |
| 復興航空                             | 臺灣 花蓮                            | 花蓮機場                             | 客運                                 |                                      |
| 復興航空                             | 臺灣 臺東                            | 臺東機場                             | 客運                                 |                                      |
| 復興航空                             | 澳門                                 | 澳門國際機場                         | 客運                                 |                                      |
| 復興航空                             | 中国大陆 上海                        | 浦東國際機場                         | 客運                                 |                                      |
| 復興航空                             | 中国大陆 福州                        | 長樂國際機場                         | 客運                                 |                                      |
| 復興航空                             | 中国大陆 宜昌                        | 三峽機場                             | 客運                                 |                                      |
| 復興航空                             | 中国大陆 南寧                        | 吳圩國際機場                         | 客運                                 |                                      |
| 遠東航空                             | 臺灣 澎湖                            | 澎湖機場                             | 客運                                 |                                      |
| 遠東航空                             | 臺灣 金門                            | 金門機場                             | 客運                                 |                                      |
| 遠東航空                             | 中国大陆 哈爾濱                      | 太平國際機場                         | 客運                                 |                                      |
| 遠東航空                             | 中国大陆 石家莊                      | 正定國際機場                         | 客運                                 |                                      |
| 遠東航空                             | 中国大陆 梅州                        | 梅縣機場                             | 客運                                 |                                      |
| 遠東航空                             | 中国大陆 呼和浩特                    | 白塔國際機場                         | 客運                                 |                                      |
| 遠東航空                             | 中国大陆 合肥                        | 新橋國際機場                         | 客運                                 |                                      |
| 遠東航空                             | 中国大陆 太原                        | 武宿國際機場                         | 客運                                 |                                      |
| 遠東航空                             | 中国大陆 廈門                        | 高崎國際機場                         | 客運                                 |                                      |
| 遠東航空                             | 泰國 普吉島                          | 普吉國際機場                         | 包機                                 |                                      |
| 遠東航空                             | 日本 大阪                            | 關西國際機場                         | 客運                                 |                                      |
| 國泰港龍航空                         | 香港                                 | 香港國際機場                         | 客運                                 |                                      |
| 香港航空                             | 香港                                 | 香港國際機場                         | 客運                                 |                                      |
| 廈門航空                             | 中国大陆 廈門                        | 高崎國際機場                         | 客運                                 |                                      |
| 四川航空                             | 中国大陆 三亞                        | 鳳凰國際機場                         | 客運                                 |                                      |
| 中國國際航空                         | 中国大陆 天津                        | 濱海國際機場                         | 客運                                 |                                      |
| 中國國際航空                         | 中国大陆 成都                        | 成都國際機場                         | 客運                                 |                                      |
| 山東航空                             | 中国大陆 濟南                        | 遙牆國際機場                         | 包機                                 |                                      |
| 山東航空                             | 中国大陆 青島                        | 流亭國際機場                         | 客運                                 |                                      |
| 勝安航空                             | 新加坡                               | 樟宜國際機場                         | 包機                                 |                                      |
| 韓亞航空                             | 首爾                                 | 仁川國際機場                         | 包機                                 |                                      |
| 德威航空                             | 釜山                                 | 金海國際機場                         | 客運                                 |                                      |
| 日本越洋航空                         | 日本 沖繩                            | 那霸機場                             | 包機                                 |                                      |
| 柬埔寨航空                           | 柬埔寨 金邊                          | 金邊國際機場                         | 客運                                 |                                      |
| 菲律賓皇家航空                       | 菲律賓 馬尼拉                        | 尼諾伊·艾奎諾國際機場                | 包機                                 |                                      |
| 泰越捷航空                           | 泰國 曼谷                            | 蘇凡納布國際機場                     | 客運                                 |                                      |
| 大洋洲                               |                                      |                                      |                                      |                                      |
| 遠東航空                             | 帛琉                                 | 羅曼·莫圖國際機場                    | 包機                                 |                                      |

## 機場營運統計

### 歷年運量統計
| 年度 | 起降數（架次） | 總旅客數（人次） | 總旅客數增減率（%） | 國際航線（人次） | 國際航線增減率（%） | 國內航線（人次） | 國內航線增減率（%） |  |
| ---- | -------------- | ---------------- | ------------------- | ---------------- | ------------------- | ---------------- | ------------------- |  |
| 2004 | 23,948         | 825,012          | ━                   | 3,528            | ━                   | 821,484          | ━                   |  |
| 2005 | 19,292         | 692,356          | ▼16.08              | 6,423            | ▲ 88.61             | 685,702          | ▼16.53              |  |
| 2006 | 18,666         | 693,378          | ▲ 0.15              | 41,102           | ▲ 517.70            | 652,276          | ▼4.87               |  |
| 2007 | 16,695         | 781,388          | ▲ 12.69             | 205,649          | ▲ 400.34            | 575,739          | ▼11.73              |  |
| 2008 | 17,464         | 1,105,502        | ▲ 41.48             | 461,575          | ▲ 124.45            | 643,927          | ▲ 11.84             |  |
| 2009 | 14,352         | 1,014,794        | ▼8.21               | 352,406          | ▼23.65              | 662,388          | ▲ 2.87              |  |
| 2010 | 16,503         | 1,283,726        | ▲ 26.5              | 573,199          | ▲ 62.65             | 710,527          | ▲ 7.27              |  |
| 2011 | 18,433         | 1,450,252        | ▲ 12.97             | 721,843          | ▲ 25.93             | 728,409          | ▲ 2.52              |  |
| 2012 | 19,710         | 1,592,361        | ▲ 9.80              | 913,266          | ▲ 26.52             | 679,095          | ▼6.77               |  |
| 2013 | 22,120         | 1,807,499        | ▲ 13.51             | 1,093,241        | ▲ 19.71             | 714,258          | ▲ 5.18              |  |
| 2014 | 25,277         | 2,186,971        | ▲ 20.99             | 1,379,174        | ▲ 26.15             | 807,797          | ▲ 13.10             |  |
| 2015 | 26,457         | 2,343,260        | ▲ 7.15              | 1,535,750        | ▲ 11.35             | 807,510          | ▼0.04               |  |
| 2016 | 25,945         | 2,380,116        | ▲ 1.57              | 1,472,429        | ▼4.12               | 907,687          | ▲ 12.41             |  |
| 2017 | 25,528         | 2,394,648        | ▲ 0.61              | 1,400,596        | ▼4.88               | 994,052          | ▲ 9.51              |  |
| 2018 | 30,838         | 2,638,774        | ▲10.19              | 1,617,084        | ▲15.46              | 1,021,690        | ▲ 2.78              |  |
| 2019 | 33,694         | 2,821,967        | ▲6.94               | 1,692,014        | ▲4.63               | 1,129,953        | ▲ 10.6              |  |
| 2020 | 17,030         | 1,104,631        | ▼60.86              | 206,546          | ▼87.79              | 898,085          | ▼ 20.52             |  |
| 2021 | 10,953         | 581,767          | ▼47.33              | 2,225            | ▼98.92              | 579,542          | ▼ 35.47             |  |
| 2022 | 15,553         | 937,131          | ▲61.08              | 12,127           | ▲445.03             | 925,004          | ▲ 59.61             |  |
| 2023 | 18,910         | 1,499,320        | ▲59.99              | 465,899          | ▲3,741.83           | 1,033,421        | ▲ 11.72             |  |
| 2024 | 23,026         | 2,121,825        | ▲41.52              | 1,094,005        | ▲134.82             | 1,027,820        | ▼ 0.54              |  |

### 前往國家／地區客運流量
資料來源：中華民國交通部民用航空局統計年報
| 2017年 | 2017年     | 2017年   | 2018年     | 2018年   | 2019年     | 2019年   | 2020年     | 2020年   | 2021年     | 2021年   | 2022年     | 2022年   | 2023年     | 2023年   | 2024年     | 2024年   |
| 排名   | 國家／地區 | 客運流量 | 國家／地區 | 客運流量 | 國家／地區 | 客運流量 | 國家／地區 | 客運流量 | 國家／地區 | 客運流量 | 國家／地區 | 客運流量 | 國家／地區 | 客運流量 | 國家／地區 | 客運流量 |
| ------ | ---------- | -------- | ---------- | -------- | ---------- | -------- | ---------- | -------- | ---------- | -------- | ---------- | -------- | ---------- | -------- | ---------- | -------- |
| 1      | 香港       | 734,518  | 香港       | 720,648  | 香港       | 599,199  | 香港       | 60,328   | 香港       | 1,911    | 越南       | 6,443    | 越南       | 226,870  | 越南       | 382,226  |
| 2      | 越南       | 186,284  | 越南       | 295,206  | 越南       | 355,491  | 越南       | 58,111   | -          | -        | 香港       | 5,359    | 香港       | 168,254  | 香港       | 353,233  |
| 3      | 澳門       | 184,332  | 澳門       | 209,976  | 澳門       | 205,896  | 澳門       | 16,669   | -          | -        | -          | -        | 澳門       | 28,763   | 澳門       | 150,959  |
| 4      | 中国大陆   | 183,657  | 中国大陆   | 205,325  | 中国大陆   | 197,574  | 日本       | 14,333   | -          | -        | -          | -        | 中国大陆   | 2,994    |            | 135,439  |
| 5      |            | 61,688   |            | 97,888   | 澳門       | 16,669   | 中国大陆   | 8,053    | -          | -        | -          | -        | -          | -        | 日本       | 60,432   |
| 6      | 日本       | 44,075   | 日本       | 75,830   | 日本       | 112,952  | -          | -        | -          | -        | -          | -        | -          | -        | 中国大陆   | 10,095   |

## 交通

### 公路
- 大雅交流道
- 沙鹿交流道
- 台61線：清水交流道
- 台10線：中清路
- 台10乙線：中航路
- 中67線：沙鹿區中山路

### 客運
臺中市公車
自2013年4月10日隨著新國際航廈的啟用，所有經過臺中清泉崗機場的市公車均停靠於新航廈一樓的客運轉運站。第4月台開始皆為大客車臨時休息區。
| 路線編號 | 營運區間                       | 經營業者   | 月台配置                                      | 備註 |
| -------- | ------------------------------ | ---------- | --------------------------------------------- | --- |
| 69       | 龍潭－臺中國際機場             | 臺中客運   |                                               | 經臺74線、中科實驗高中、臺中國家歌劇院、新光三越 |
| 91延     | 臺中國際機場－舊－中興嶺停車場 | 豐原客運   | 往中興嶺停車場：第二月台                      | 1天單向僅有3班車次，共6班，其餘班次皆由舊庄發車或行駛至舊庄                                                                                             |
| 97       | 臺中國際機場－國立苑裡高中     | 台中客運   |                                               | 經國立苑裡高中、幼獅工業區、日南車站、大甲國中、大甲區公所、大甲車站、大甲高中、清水高中、嘉陽高中，不經甲南（走中華北路） 全線部分低底盤無障礙公車 |
| 123      | 慈濟醫院－梧棲漁港             | 中鹿客運   | 往梧棲觀光漁港：第一月台 往慈濟醫院：第二月台 | 經甲桂林社區、雅潭路、潭子車站 |
| 128      | 大雅－清水                     | 臺中客運   | 往清水：第一月台                              | 經沙鹿、梧棲 |
| 128區    | 大雅→梧棲                      | 臺中客運   |                                               | 為尖峰時刻部分路線增開班次，例假日及寒暑假停駛 |
| 156      | 高鐵臺中站－臺中國際機場       | 臺中客運   |                                               | 大雅新幹線；未逐站停靠 |
| 162      | 靜宜大學－嘉陽高中－靜宜大學   | 中台灣客運 | 往靜宜大學：第三月台 往嘉陽高中：第二月台     | 單循環路線，進靜宜大學校區。經沙鹿火車站、沙鹿市區                                                                                                  |
| 182      | 豐原東站－新－清水             | 豐原客運   | 往清水：第一月台 往豐原東站：第三月台         | 經圳堵、神岡 |
| 183      | 豐原東站－新－臺中港郵局       | 豐原客運   | 往臺中港郵局：第一月台 往豐原東站：第三月台   | 經圳堵、神岡 |
| 185      | 豐原東站－東山－清水           | 豐原客運   | 往清水：第一月台 往豐原東站：第三月台         | 經神岡 |
| 186      | 豐原東站－東山－臺中港郵局     | 豐原客運   | 往臺中港郵局：第一月台 往豐原東站：第三月台   | 經社口、神岡 |
| 237      | 豐原東站－大肚車站             | 豐原客運   | 往大肚火車站：第一月台 往豐原東站：第三月台   | 經社口、神岡、竹林、沙鹿火車站、沙鹿市區、麗水、茄投、磺溪里； 行駛沙鹿區中山路（中67線）                                                           |
| 238      | 豐原東站－沙鹿－臺中港郵局     | 豐原客運   | 往臺中港郵局：第一月台 往豐原東站：第三月台   | 經社口、神岡、沙鹿國中、沙鹿火車站、沙鹿市區 |
| 239      | 豐原東站－梧棲                 | 豐原客運   | 往梧棲：第一月台 往豐原東站：第三月台         | 經社口、大雅、清水、清水龍天宮、清水社口楊宅、慈濟靜思堂、武鹿里、臺中港北堤                                                                        |
| 302      | 臺中國際機場－臺中公園         | 中台灣客運 |                                               | 行駛臺灣大道公車專用道 經犁份、竹林里、靜宜大學、正英路，取消國道路段 原「朝馬轉運站－嶺東高中」區間，改號358路                                       |
| 357      | 臺中國際機場－中台新村         | 臺中客運   |                                               | 行駛東大路，經嶺東高中 |
| 500      | 臺中國際機場－台中車站         | 臺中客運   |                                               | 延線自清水發車，行駛中清路，經大雅、港尾、水湳、臺中二中、中友百貨、國立臺中科技大學                                                                |
| 555      | 臺中國際機場－捷運文華高中站   | 睿奕交通   |                                               | |
| 679      | 新政大安港路口－台中國際機場   | 睿奕交通   |                                               | 2024年7月15日開通 |

### 軌道運輸
- 臺鐵
  - 海線：經過機場所在的大肚台地西側，其最近車站為清水車站，轉乘計程車約10分鐘。
  - 神岡線：曾於1957至1999年之間聯絡潭子與清泉崗基地之間。
- 高鐵臺中站：位於臺中市烏日區，可搭乘臺灣好行或156到車站。也可自行開車上福爾摩沙高速公路的沙鹿交流道，再由快官交流道轉快官霧峰線下高鐵匝道即可。或者上中山高速公路的大雅交流道，從王田交流道下匝道。
- 捷運（規劃中）
  - 臺中機場捷運臺中國際機場站（規劃中）

## 備註
- 中華人民共和國在甘肅巴丹吉林沙漠（40°22'02.8"N 99°53'01.4"E），仿照臺灣清泉崗空軍基地（24°15'40.91"N,120°37'48.47"E）修建一個假機場（靶機場），機場跑道設施、尺寸、構形與清泉崗機場完全相同，主要用於中國人民解放軍空軍測試精確制導攻擊以及集束炸彈攻擊。此機場可進行模擬攻擊演練，以測試精確制導導彈命中機場滑行道與跑道，用於可能的戰爭模擬演練[92]。

### 備註
1. ↑  詳見「File:交通部案件編號105015276回函.png」。
2. ↑  班次不以日計算，以週計算。
3. ↑  機型只列出固定飛航航機，臨時代飛或特殊因素改派飛航，不列入此頁面。
4. ↑  由中華航空營運

### 腳註
1. ↑  總統出席「中部國際機場新建國際航廈啟用典禮」 - 中華民國總統府新聞稿 民國102年（2013年）04月10日
2. 1 2  .   [2018-09-26]. （原始内容存档于2020-04-30）.
3. ↑  清泉崗曾是美軍駐台最大基地 土地廟將官必拜 （页面存档备份，存于），聯合報，2017-02-24
4. ↑  <《豐原郡大雅庄に　飛行場を新設　工事は三月から著手》，日日新報，1936年2月17日
5. ↑  臺灣省政府通告《通告臺中公館改稱清泉崗》，臺灣省政府公報卅九年冬字第二十五期
6. ↑  .   [2023-05-26]. （原始内容存档于2020-02-25）.
7. ↑  . taipeiairstation.blogspot.co.nz. （原始内容存档于2015-06-07）.
8. ↑  . US Air Force History Index. （原始内容存档于2021-07-31）.
9. ↑  .   [2011-10-21]. （原始内容存档于2016-03-05）.
10. 1 2  . taipeiairstation.blogspot.co.nz. （原始内容存档于2021-03-09）.
11. 1 2  . taipeiairstation.blogspot.co.nz. （原始内容存档于2021-03-09）.
12. ↑  . taipeiairstation.blogspot.co.nz. （原始内容存档于2021-03-09）.
13. ↑  . taipeiairstation.blogspot.co.nz. （原始内容存档于2021-03-09）.
14. 1 2  . taipeiairstation.blogspot.co.nz. （原始内容存档于2021-03-09）.
15. ↑  . US Air Force History Index.   [07-01-1963]. （原始内容存档于2021-08-02）.
16. ↑  . （原始内容存档于2021-03-09）.
17. 1 2  . taipeiairstation.blogspot.co.nz. （原始内容存档于2021-03-09）.
18. ↑  . US Air Force History Index.   [1974-01-01]. （原始内容存档于2022-06-10）.
19. ↑  . US Air Force History Index live. （原始内容存档于2021-03-09）.
20. ↑  . US Air Force History Index live.   [1967-01-01]. （原始内容存档于2021-03-09）.
21. ↑  . US Air Force History Index live.   [1967-01-01]. （原始内容存档于2021-03-09）.
22. ↑  . taipeiairstation.blogspot.co.nz.   [2017-10-11]. （原始内容存档于2021-03-09）.
23. 1 2  . taipeiairstation.blogspot.co.nz. （原始内容存档于2021-03-09）.
24. ↑  . taipeiairstation.blogspot.co.nz. （原始内容存档于2022-06-06）.
25. ↑  . （原始内容存档于2021-03-09）.
26. ↑  . taipeiairstation.blogspot.co.nz. （原始内容存档于2021-03-09）.
27. ↑  . （原始内容存档于2021-03-09）.
28. ↑  .   [2010-01-06]. （原始内容存档于2021-03-18）.
29. ↑  . US Air Force History Index.   [05-01-1973]. （原始内容存档于2021-07-15）.
30. ↑  .   [02-01-1968]. （原始内容存档于2022-06-10）.
31. ↑  . （原始内容存档于2021-07-28）.
32. ↑   (PDF). Commander in Chief Pacific: 62–63. 28 September 1979  [7 April 2016]. （原始内容存档于11 January 2006）.
33. ↑  . The Virtual Wall.   [24 July 2012]. （原始内容存档于2022-06-03）.
34. ↑  . The Virtual Wall.   [24 July 2012]. （原始内容存档于2016-03-06）.
35. ↑  . The Virtual Wall.   [24 July 2012]. （原始内容存档于2022-06-03）.
36. ↑  . US Air Force History Index live.   [07-01-1972]. （原始内容存档于2022-06-10）.
37. ↑   (PDF). Air Force Historical Research Agency.   [14 January 2018]. （原始内容 (PDF)存档于2021-02-03）.
38. ↑  . Air Force Historical Research Agency.   [14 January 2018]. （原始内容存档于2020-09-15）.
39. ↑  . US Air Force History Index live.   [1974-01-01]. （原始内容存档于2021-07-28）.
40. ↑  . US Air Force History Index live.   [07-01-1973]. （原始内容存档于2022-03-28）.
41. ↑  . Chronology.   [2020-06-13]. （原始内容存档于2018-06-28）.
42. ↑  . US Air Force History Index live.   [1973-11-16]. （原始内容存档于2021-08-02）.
43. ↑  . US Air Force History Index live.   [1973-11-16]. （原始内容存档于2016-04-19）.
44. ↑  . US Air Force History Index live.   [04-01-1974]. （原始内容存档于2022-06-10）.
45. ↑  . Air Force History Index.   [7 April 2016]. （原始内容存档于2016-04-19）.
46. ↑  . US Air Force History Index. （原始内容存档于2021-07-15）.
47. ↑  . US Air Force History Index.   [10-01-1974]. （原始内容存档于2022-06-10）.
48. ↑  . US Air Force History Index.   [1975-03-31]. （原始内容存档于2022-06-11）.
49. ↑  .   [2020-09-05]. （原始内容存档于2018-07-24）.
50. ↑  . Technical sergeant. Don.   [11 February 2009]. （原始内容存档于2021-05-09）.
51. ↑  .   [2020-09-05]. （原始内容存档于2020-09-15）.
52. ↑  . US Air Force History Index live.   [3 April 2016]. （原始内容存档于2016-04-19）.
53. ↑  . US Air Force History Index.   [1977-01-01]. （原始内容存档于2022-06-10）.
54. ↑  . Eric's USAF patches.   [unknown]. （原始内容存档于2021-03-09）.
55. ↑  . US Air Force History Index live. （原始内容存档于2021-07-13）.
56. ↑  . US Air Force History Index live. （原始内容存档于2021-03-09）.
57. ↑  . US Taiwan Defense Command.   [2007-11-08]. （原始内容存档于2021-03-09）.
58. ↑   (PDF).   [10 May 2015]. （原始内容 (PDF)存档于18 May 2015）.
59. ↑  .   [14 April 2016]. （原始内容存档于11 September 2013）.
60. ↑  陳淑芬. . 中央通訊社. 2011年4月26日  [2011年4月26日] （中文（臺灣））.
61. ↑  呂烱昌. . 今日新聞NOWnews. 2019-08-31  [2019-08-31]. （原始内容存档于2019-09-01） （中文（臺灣））.
62. ↑  洪哲政. . 聯合報. 2019-08-30  [2019-08-30]. （原始内容存档于2019-08-30） （中文（臺灣））.
63. ↑  洪哲政. . 聯合報. 2020-06-24  [2020-06-24]. （原始内容存档于2020-06-25） （中文（臺灣））.
64. 1 2  臺中國際機場. .   [2025-08-11].
65. ↑  民用航空局.  100. 交通部. 2012  [2025-08-11].
66. ↑  華信航空公司臺中機場倉儲正式啟用 （页面存档备份，存于），經濟日報，2015-02-03
67. ↑  清泉崗機場將更名為「台中國際機場」 （页面存档备份，存于），今日新聞，2016-06-16
68. ↑  臺中國際機場正式揭牌中台灣觀光加速起飛 （页面存档备份，存于），台中航空站，2017-01-03
69. ↑  台中國際機場與名古屋中部國際機場 成為姐妹淘 （页面存档备份，存于），自由時報，2017-04-06
70. ↑  記者戴志揚. . 中時電子報. 2020-04-07  [2020-04-07]. （原始内容存档于2020-04-08）.
71. ↑  記者蘇仲泓. . 風傳媒. 2020-04-07  [2020-04-07]. （原始内容存档于2020-04-07）.
72. 1 2 3 4  台中航空站. .   [2016-06-17]. （原始内容存档于2016-08-08）.
73. 1 2  台北土木技師公會. 台北土木技師公會 , 编.  (PDF). 台灣: 台北土木技師公會. : 13  [2016-06-17]. （原始内容 (PDF)存档于2015-11-06）.
74. ↑  中部國際機場興建聯絡滑行道2工程計畫案
75. ↑  .   [2021-01-26]. （原始内容存档于2022-06-10）.
76. ↑  .   [2021-01-26]. （原始内容存档于2021-03-09）.
77. ↑  中部國際機場既有航廈整體改善工程計畫案書
78. ↑  .   [2018-12-01]. （原始内容存档于2021-03-09）.
79. ↑  .   [2018-12-01]. （原始内容存档于2021-03-09）.
80. ↑   (PDF).   [2021-01-26]. （原始内容 (PDF)存档于2021-03-09）.
81. ↑  .   [2021-01-26]. （原始内容存档于2022-06-10）.
82. ↑   (PDF).   [2021-01-26]. （原始内容 (PDF)存档于2021-03-09）.
83. ↑   (PDF).   [2021-01-26]. （原始内容 (PDF)存档于2021-03-09）.
84. ↑  .   [2021-01-26]. （原始内容存档于2021-03-09）.
85. ↑  看好台中機場 交通部提前啟動2040整體規劃 （页面存档备份，存于），新頭殼，2019.10.17
86. ↑  .   [2021-01-26]. （原始内容存档于2021-03-09）.
87. ↑  航空城分期分區 打造台中門戶 （页面存档备份，存于），中國時報，2020.6.19
88. ↑  . （原始内容存档于2024-06-24）.
89. ↑  .   [2014-09-13]. （原始内容存档于2014-09-13）.
90. ↑  .   [2024-07-07]. （原始内容存档于2024-07-08）.
91. ↑  .   [2011-08-19]. （原始内容存档于2013-05-17）.

### 文獻
- 中部機場國際航廈簡介[]
- 中部_國際航廈-簡介[永久]
- 中部國際機場第一期發展計畫第一階段工程參考網頁[]
- (PDF). 交通部民用航空局. 2015-07-23  [2015-08-23]. （原始内容 (PDF)存档于2015-09-23）.

## 外部連結
- 官方网站（繁體中文）（英文）（日語）
- 國家文化資產網：清泉崗原美軍營舍介紹
- 交通部民用航空局飛航管制組：電子式飛航指南，CIVIL AERONAUTICS ADMINISTRATION MOTC R.O.C.（2024年1月公佈）（繁體中文）（英文）